# 德古拉吸血蝠
德古拉吸血蝠，又稱為大吸血蝠，為已滅絕的吸血蝠，棲息於更新世甚至可能至全新世早期的中美洲及南美洲，牠們的體型較牠們現存的近親吸血蝠大上30%。化石及未礦化的亞化石發現於阿根廷、墨西哥、厄瓜多、巴西、委內瑞拉、貝里斯及玻利維亞。
最晚期的德古拉吸血蝠化石來自更新世晚期至全新世早期。在阿根廷布宜諾斯艾利斯省距今約300年前（約為西元1650年）的地層，曾發現吸血蝠屬的犬齒化石，目前該化石暫時被視為來自德古拉吸血蝠。

## 分類與命名學
最早的德古拉吸血蝠化石於1965年由Omar J. Linares在鳥洞國家公園發現，於1968年他認為該化石可能屬於一種生存於更新世的吸血蝠屬物種。正式的物種發表與描述出版於1988年，以Linares所採集的樣本，包括顱骨與部分顱後遺骸，為正模標本。
作者將其種加詞命名為draculae，以最有名的德古拉為名紀念目前已知體型最大的吸血蝙蝠，並置於吸血蝠屬下。德古拉吸血蝠有時又稱為大吸血蝠，肇因於牠們較現存吸血蝠碩大的體型。

## 描述
德古拉吸血蝠為目前已知體型最大的吸血蝠，顱骨長度達31.2 mm（1.23英寸），肱骨長度約為51 mm（2.0英寸）。相較之下，現存的吸血蝠肱骨長度僅有32.4—42.4 mm（1.28—1.67英寸）。德古拉吸血蝠的顱骨狹長，具有向上彎的口鼻部。依顱骨比例判斷，牠們的翼展可達50 cm（20英寸）、體重約為60 g（2.1 oz）。腦殼部分寬度為14.5—14.8 mm（0.57—0.58英寸），高度為13.4—14.8 mm（0.53—0.58英寸）。

## 生物學
有些科學家認為德古拉吸血蝠以巨型動物群的血維生，但也有科學家認為牠們以豚鼠小目物種的血維生，其他可能的獵物則包括平原兔鼠、鹿科物種與駱駝科物種。

## 棲息與分佈地
德古拉吸血蝠的化石發現於墨西哥、貝里斯、委內瑞拉、巴西與阿根廷共六座洞穴之內。在阿根廷發現吸血蝠化石的位置遠比現存吸血蝠的分佈地更南方約600 km（370 mi），這代表在當時該地的溫度可能較現在高至少
2 °C（36 °F）。雖然並無化石證據支持，但科學家相信德古拉吸血蝠也分佈於厄瓜多、法屬圭亞那及蓋亞那，甚至可能曾經遍布整個南美洲。

## 滅絕
德古拉吸血蝠被認為一直到很近期才絕種，因為部分找到的遺骸仍未完全化石化，但實際絕種的年代與原因仍然未知。其中一個假說是牠們可能特別專一於吸食巨型生物群物種的血維生，但這些物種幾乎皆於第四紀滅絕事件絕種，牠們沒辦法改以更小型的獵物維生，因而絕種。

## 人類文化
科學家認為德古拉吸血蝠可能啟發了馬雅文化的蝙蝠神坎馬卓茲。另外牠們也被認為是巴西原住民穆拉人傳說中的Caoera，一種體型如禿鷹的巨大吸血蝙蝠。